# Giuliano Toraldo di Francia
Giuliano Toraldo di Francia (Firenze, 17 settembre 1916 – Firenze, 26 aprile 2011) è stato un fisico italiano.

## Biografia
Figlio del generale e geografo Orazio e di Gina Mazzoni, dopo gli studi liceali si laureò in fisica all'Università di Firenze con Nello Carrara nel 1940, di cui divenne, subito dopo, assistente all'Istituto di Fisica. Al contempo, svolse attività di ricerca all'Istituto Nazionale di Ottica di Arcetri, allora diretto da Vasco Ronchi. Dopo la guerra, lavorò presso il centro di ricerca ottica della Ducati di Bologna fino al 1951 quando divenne professore straordinario di onde elettromagnetiche all'Università di Firenze, quindi ordinario della stessa disciplina nel 1954 all'Istituto Nazionale di Ottica (Arcetri), dopo due anni di ricerca e di insegnamento all'Università di Rochester. Nel 1958, passò all'Università di Firenze, come ordinario di ottica su una cattedra appositamente creata per lui. Contemporaneamente, collaborò con l'Istituto di ricerca sulle microonde del CNR di Firenze, fondato da Nello Carrara nel 1946. Negli anni '70 fondò e diresse sia l'Istituto di ricerca sulle onde elettromagnetiche, oggi Istituto di Fisica Applicata del CNR, che l'Istituto di Elettronica Quantistica (sempre del CNR). Nel 1971, fu ordinario di fisica superiore presso l'Università di Firenze rimanendovi fino al 1991, anno del pensionamento, quindi ebbe la nomina a professore emerito nel 1992.
Altresì presidente della Società italiana di fisica dal 1968 al 1973, della International Commission for Optics (ICO) (1966-69), della Società italiana di logica e filosofia della scienza, del Forum per i problemi della pace e della guerra e della Scuola di musica di Fiesole, oltre l'ambito scientifico Toraldo di Francia ebbe vasti interessi culturali, occupandosi approfonditamente tra l'altro di filosofia della scienza. Socio nazionale dell'Accademia Nazionale dei Lincei, era anche un appassionato dantista.
Era padre dell'architetto Cristiano Toraldo di Francia.

## Contributi
Si occupò variamente di fisica matematica, di ottica, di microonde, di laser, di meccanica quantistica, di elettrodinamica, di fondamenti della fisica, di epistemologia, di informatica e di storia della scienza. Tra i suoi principali contributi scientifici sono da ricordare, nel campo dell'ottica, la formulazione del concetto di super-risoluzione (Toraldo filters) e del principio dell'interferenza inversa (formulato nel 1941 e prodromico alla nozione di olografia), nonché la dimostrazione sperimentale dell'esistenza delle onde evanescenti (evanescent waves).
I suoi ultimi contributi hanno poi riguardato la didattica e la storia della fisica, la divulgazione della filosofia della scienza e i rapporti tra scienza e società, nonché tra cultura scientifica e cultura umanistica. Tra l'altro, in collaborazione, ha curato e tradotto in italiano il noto trattato La fisica di Feynman (titolo originale, Feynman Lectures on Physics), opera didattica di Richard Feynman in 5 tomi, che ha visto diverse edizioni e ristampe.
Molte sue opere sono state poi tradotte in diverse altre lingue.

## Opere principali
- Fisica per architetti, Edizioni Universitarie, Firenze, 1952.
- con Piero Bruscaglioni, Onde elettromagnetiche, Zanichelli, Bologna, 1953-1988.
- Preliminari classici alla teoria della radiazione, Istituto di Fisica, Università degli Studi di Firenze, Firenze, 1958.
- La diffrazione della luce, Einaudi, Torino, 1958.
- Introduzione alla teoria dei fotoni e degli elettroni, Istituto di Fisica, Università degli Studi di Firenze, Firenze, 1959.
- Appunti dalle lezioni sugli acceleratori di particelle, Istituto di Fisica, Università degli Studi di Firenze, Firenze, 1960.
- Lezioni di elettrodinamica e radiazione, Istituto di Fisica, Università degli Studi di Firenze, Firenze, 1960.
- Appunti di metodi matematici della fisica, Istituto di Fisica, Università degli Studi di Firenze, Firenze, 1962.
- Teoria quantistica (non relativistica) della radiazione, Istituto di Fisica, Università degli Studi di Firenze, Firenze, 1966.
- L'indagine del mondo fisico, Einaudi, Torino, 1976.
- con Sergio Ciccotti, La nascita della fisica moderna, Guaraldi, Firenze-Rimini, 1978.
- Il rifiuto. Considerazioni semiserie di un fisico sul mondo di oggi e di domani, Einaudi, Torino, 1978.
- (curatela) Problemi dei fondamenti della fisica, LXXII corso, Scuola Internazionale di Fisica, Varenna sul Lago di Como, 25 luglio-6 agosto 1977, Società Italiana di Fisica, Editrice Compositori, Bologna, 1979.
- con Maria Luisa Dalla Chiara, Le teorie fisiche. Un'analisi formale, Bollati Boringhieri, Torino, 1981.
- (curatela) Il problema del cosmo, Istituto della Enciclopedia Italiana G. Treccani, Roma, 1982.
- L'amico di Platone. L'uomo nell'era scientifica, Vallecchi, Firenze, 1985.
- Le cose e i loro nomi, Laterza, Roma-Bari, 1986.
- con Luciano Cianchi, Marcello Mancini, Fisica, per il liceo scientifico, 3 voll., La Nuova Italia, Firenze, 1980-86.
- La grande avventura della scienza, Istituto di Fisica, Università degli Studi di Firenze, Firenze, 1986.
- con Maria Luisa Dalla Chiara, La scimmia allo specchio. Osservarsi per conoscere, Laterza, Roma-Bari, 1988.
- Un universo troppo semplice. La visione storica e la visione scientifica del mondo, Feltrinelli, Milano, 1990.
- Giacomo Leopardi. Frammento apocrifo di Stratone da Lampsaco, Franco Muzzio Editore, Padova, 1992.
- Tempo, cambiamento, invarianza, Einaudi, Torino, 1994.
- con Piero Angela, Dialoghi di fine secolo. Ragionamenti sulla scienza e dintorni, Giunti, Firenze, 1996.
- Ex absurdo. Riflessioni di un fisico ottuagenario, Feltrinelli, Milano, 1997.
- In fin dei conti, Di Renzo Editore, Roma, 1997.
- con Renzo Cassigoli, Il pianeta assediato. Conversazione di fine millennio Le lettere, Firenze, 1999.
- Nascita di un uomo moderno, Edizioni CNSL, Recanati, 2000.
- con Maria Luisa Dalla Chiara, Introduzione alla filosofia della scienza, Laterza, Roma-Bari, 2000.
- a cura di Anna Consortini, Pier Luigi Emiliani, Daniela Mugnai, Metodi matematici della fisica, Edizioni del CNR-IFAC, Firenze, 2014.
- a cura di Renzo Vallauri, Daniela Mugnai, Elettrodinamica e teoria della radiazione, Edizioni del CNR-IFAC, Firenze, 2018.